# Najda

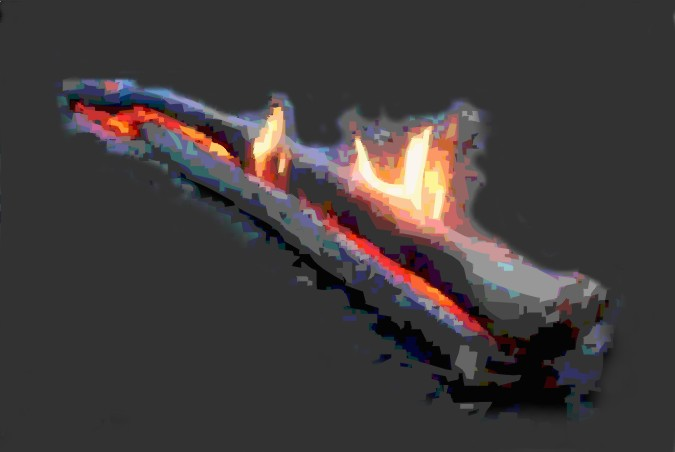
Najda - ognisko syberyjskie

Najda – rodzaj ogniska skonstruowanego z dwóch dopasowanych do siebie bali drewnianych (ociosanych z jednej strony), położonych jeden na drugi (płaskimi ociosanymi stronami), między którymi umieszczano klin. W tak utworzoną szczelinę sypano rozżarzone węgle, które powodowały żarzenie całości przez ponad 9 godzin. Kloce powinny mieć średnicę 25–30 cm. Ten typ ogniska po rozpaleniu nie wymaga dalszych zabiegów i długo zapewnia ciepło. Najbardziej polecany do rozpalania między dużymi dwustronnymi zasłonami. Często stosowany w tajdze.

## Inne sposoby tworzenia najdy
- Każdy z dwóch pni ociosujemy z jednej strony. Następnie kładziemy je na ziemi obciosanymi stronami do siebie. Rozsuwamy je i w powstałą szczelinę wsypujemy żar.
- Rozłupujemy kłodę na połowy. Jedną połówkę kładziemy na ziemi, płaską częścią do góry. Na niej w poprzek umieszczamy dwa grube kije, między które  wsypujemy żar. Całość przykrywamy drugą połówką.
- Robimy rowek głęboki na kilkanaście centymetrów i długi jak kłoda, którą chcemy zapalić. Do rowka wsypujemy żar, na którym umieszczamy kłodę.
- Układamy równolegle dwie dość spore kłody – suchą i surową. Na nich kładziemy trzecią kłodę, suchą i rozpalamy ogień[2]. Drewno na kłodę suchą: drewno iglaste, na przykład sosna. Drewno na kłodę surową: twarde drewno liściaste, na przykład buk, klon, jesion itp.